# Lijst van liederen en aria's van Johann Sebastian Bach
Hieronder een lijst van liederen en aria's van Johann Sebastian Bach, geordend volgens de Bach-Werke-Verzeichnis (BWV), de ordening van Wolfgang Schmieder.

## Voor Schemelli's Musicalisches Gesang-Buch (BWV 439-507)
Deze lijst omvat 69 minder bekende Liederen en Aria's voor het Musicalisches Gesang-Buch van Georg Christian Schemelli (gepubliceerd in 1736), dat in totaal 954 teksten bevatte voor stem en een begeleiding, genoteerd als basso continuo. Bach schreef niet alle 69 melodieën zelf, maar hij voorzag ze wel allemaal van een begeleiding.
- BWV 439 — Ach, dass nicht die letzte Stunde
- BWV 440 — Auf, auf! die rechte Zeit ist hier
- BWV 441 — Auf! auf! mein Herz, mit Freuden
- BWV 442 — Beglückter Stand getreuer Seelen
- BWV 443 — Beschraenkt, ihr Weisen dieser Welt
- BWV 444 — Brich entzwei, mein armes Herze
- BWV 445 — Brunnquell aller Gueter
- BWV 446 — Der lieben Sonnen Licht und Pracht
- BWV 447 — Der Tag ist hin, die Sonne gehet nieder
- BWV 448 — Der Tag mit seinem Lichte
- BWV 449 — Dich bet' ich an, mein hoechster Gott
- BWV 450 — Die bittre Leidenszeit beginnet abermal
- BWV 451 — Die goldne Sonne, voll Freud' und Wonne
- BWV 452 — Dir, dir Jehova, will ich singen
- BWV 453 — Eins ist Not! ach Herr, dies Eine
- BWV 454 — Ermuntre dich, mein schwacher Geist
- BWV 455 — Erwuergtes Lamm, das die verwahrten Siegel
- BWV 456 — Es glaenzet der Christen
- BWV 457 — Es ist nun aus mit meinem Leben
- BWV 458 — Es ist vollbracht! vergiss ja nicht
- BWV 459 — Es kostet viel, ein Christ zu sein
- BWV 460 — Gib dich zufrieden und sei stille
- BWV 461 — Gott lebet noch; Seele, was verzagst du doch?
- BWV 462 — Gott, wie gross ist deine Guete
- BWV 463 — Herr, nicht schicke deine Rache
- BWV 464 — Ich bin ja, Herr, in deiner Macht
- BWV 465 — Ich freue mich in dir
- BWV 466 — Ich halte treulich still und liebe
- BWV 467 — Ich lass' dich nicht
- BWV 468 — Ich liebe Jesum alle Stund'
- BWV 469 — Ich steh' an deiner Krippen hier
- BWV 470 — Jesu, Jesu, du bist mein
- BWV 471 — Jesu, deine Liebeswunden
- BWV 472 — Jesu, meines Glaubens Zier
- BWV 473 — Jesu, meines Herzens Freud
- BWV 474 — Jesus ist das schoenste Licht
- BWV 475 — Jesus, unser Trost und Leben
- BWV 476 — Ihr Gestirn', ihr hohen Lufte
- BWV 477 — Kein Stuendlein geht dahin
- BWV 478 — Komm, süßer Tod
- BWV 479 — Kommt, Seelen, dieser Tag
- BWV 480 — Kommt wieder aus der finstern Gruft
- BWV 481 — Lasset uns mit Jesu ziehen
- BWV 482 — Liebes Herz, bedenke doch
- BWV 483 — Liebster Gott, wann werd' ich sterben?
- BWV 484 — Liebster Herr Jesu! wo bleibest du so lange?
- BWV 485 — Liebster Immanuel, Herzog der Frommen
- BWV 486 — Mein Jesu, dem die Seraphinen
- BWV 487 — Mein Jesu! was fuer Seelenweh
- BWV 488 — Meines Lebens letzte Zeit
- BWV 489 — Nicht so traurig, nicht so sehr
- BWV 490 — Nur mein Jesus ist mein Leben
- BWV 491 — O du Liebe meiner Liebe
- BWV 492 — O finstre Nacht
- BWV 493 — O Jesulein Suess, o Jesulein mild
- BWV 494 — O liebe Seele, zieh' die Sinnen
- BWV 495 — O wie selig seid ihr doch, ihr Frommen
- BWV 496 — Seelen-Bräutigam, Jesu, Gottes Lamm!
- BWV 497 — Seelenweide, meine Freude
- BWV 498 — Selig, wer an Jesum denkt
- BWV 499 — Sei gegruesset, Jesu guetig
- BWV 500 — So gehst du nun, mein Jesu, hin
- BWV 501 — So giebst du nun, mein Jesu, gute Nacht
- BWV 502 — So wuensch' ich mir zu guter Letzt
- BWV 503 — Steh' ich bei meinem Gott
- BWV 504 — Vergiss mein nicht, dass ich dein nicht
- BWV 505 — Vergiss mein nicht, vergiss mein nicht
- BWV 506 — Was bist du doch, o Seele, so betruebet
- BWV 507 — Wo ist mein Schaeflein, das ich liebe

## Voor het Klavierbüchlein für Anna Magdalena Bach
Werken geschreven voor het Klavierbüchlein für Anna Magdalena Bach, een boek dat Bach samenstelde voor Anna Magdalena, zijn tweede vrouw.
- BWV 508 — Bist du bei mir — de melodie is van Gottfried Heinrich Stölzel.
- BWV 509 — Gedenke doch, mein Geist, aria
- BWV 510 — Gib dich zufrieden, chorale
- BWV 511 — Gib dich zufrieden, chorale
- BWV 512 — Gib dich zufrieden, chorale
- BWV 513 — O Ewigkeit, du Donnerwort, chorale
- BWV 514 — Schaffs mit mir, Gott, chorale
- BWV 515 — So oft ich meine Tobackspfeife, aria
- BWV 515a — So oft ich meine Tobackspfeife
- BWV 516 — Warum betruebst du dich, aria
- BWV 517 — Wie wohl ist mir, o Freund der Seelen
- BWV 518 — Willst du dein Herz mir schenken

cantates · motetten · missen · oratoria en passies · vierstemmige koralen · liederen en aria's · orgelwerken · klavecimbelwerken · kamermuziek · orkestwerken · overige werken